# Malattie infettive del gatto

Le malattie infettive del gatto possono essere dovute a vari agenti patogeni: la maggior parte risulta tuttavia riconducibile a virus.

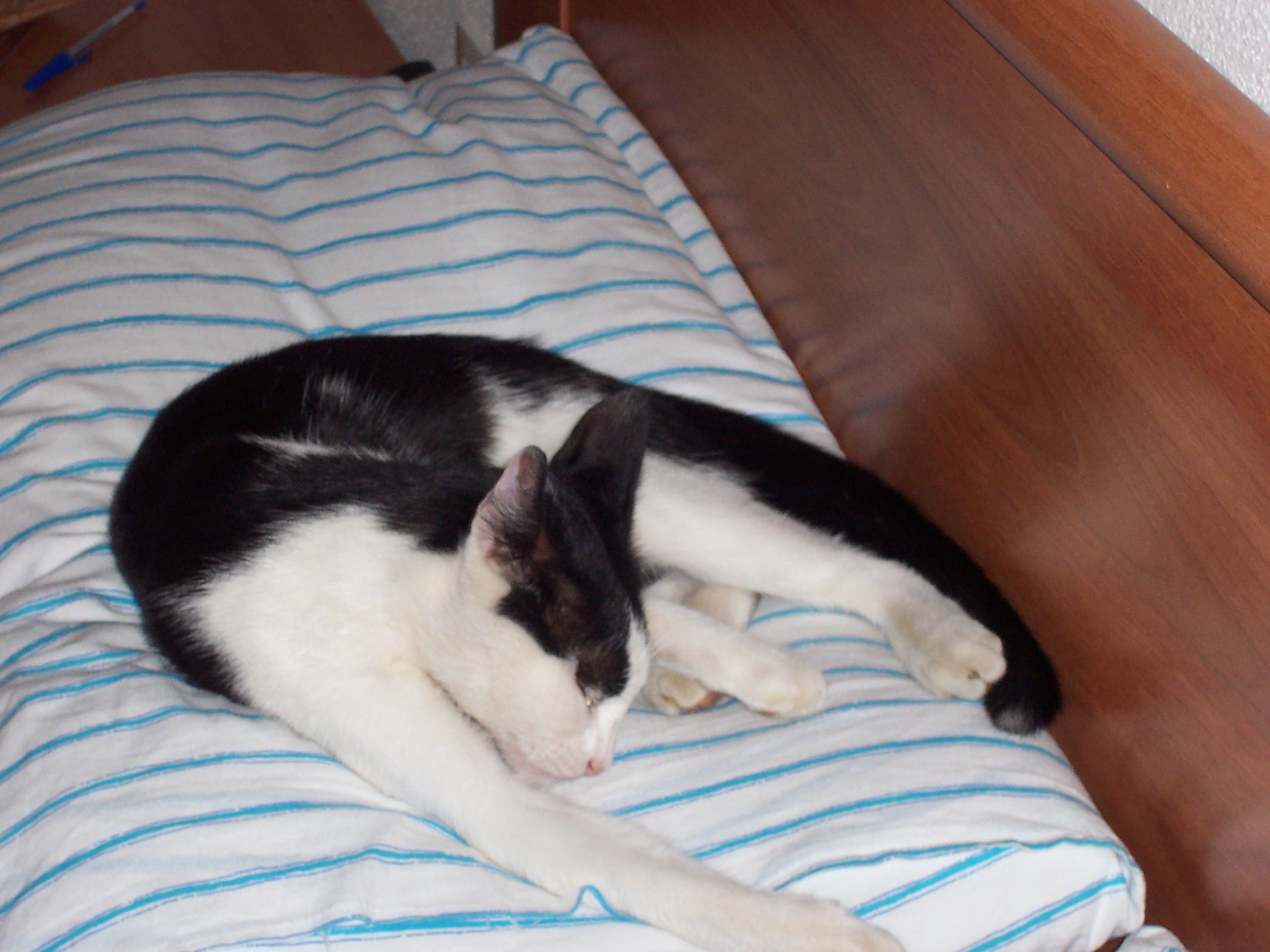
Un gatto domestico: è giusto vaccinare anche i gatti che vivono in casa

Le principali malattie del gatto comprendono:
- la leucemia felina (FeLV);
- la panleucopenia felina;
- la calicivirosi felina;
- la rinotracheite virale felina.
- la sindrome da immunodeficienza acquisita felina, causata dal virus FIV;
- la peritonite infettiva felina.

Per le prime quattro sono disponibili dei vaccini.
Tutte queste malattie sono trasmissibili: la vaccinazione è perciò consigliabile sempre, specie per quei gatti che hanno occasione di entrare in contatto con i loro simili o di avere accesso ad aree comuni.

## La leucemia felina o FeLV
La leucemia felina è una malattia di tipo neoplastico che comporta una produzione abnorme di leucociti.
Nei gatti è originata da un retrovirus che viene trasmesso da un soggetto all'altro tramite le secrezioni quali urina, lacrime e saliva, e da madre a feto per via placentare.
L'infezione può poi seguire due diversi destini:
- nel caso che il sistema immunitario del gatto riesca a controllare il virus, il gatto non contrae la malattia in forma clinica;
- in altri casi, più o meno facilmente a seconda dell'età e delle condizioni generali dell'animale, il virus può colpire svariati organi, primo fra tutti il midollo osseo, compromettendo le difese immunitarie e l'ematopoiesi, causando la leucemia vera e propria o altri tipi di neoplasie, come il sarcoma.

## Panleucopenia felina
La panleucopenia felina è una malattia che colpisce sia felini, che procioni che visoni. Essa è dovuta al parvovirus, virus resistente solo nell'ambiente, perché neutralizzabile tramite la formalina o l'ebollizione.
I sintomi primari comprendono vomito, febbre, anoressia, disidratazione, congestione e secchezza mucosa orale e faringea, dolore addominale, ingrossamento linfonodale, per poi progredire con la leucopenia e la diarrea.
Se poi la panleucopenia colpisce una femmina gravida si possono, in alcuni casi, avere dei danni cerebrali al feto o anche l'aborto.
Anche se sottoministrato al cucciolo, il vaccino ha efficacia limitata e non deve essere dato a una gatta gravida perché può dare problemi al feto.
Il virus della panleucopenia felina, a causa della sua specificità, morbosità e letalità è stato ed è talvolta impiegato per le operazioni di eradicazione felina dalle isole.

## Calicivirosi felina
La calicivirosi felina è una malattia contagiosa dovuta ad alcune specie di calicivirus. Questa malattia può dare serie conseguenze soprattutto nei gatti giovani non vaccinati e soggetti a malattie, e in assenza di cure può facilmente portare alla morte.
La sintomatologia comprende ulcere al palato duro (palato superiore) e alla lingua, spesso associate a stomatite, ma anche sintomi respiratori.

## Rinotracheite virale felina
La rinotracheite virale felina è una malattia estremamente contagiosa dovuta all'herpesvirus.
Questa malattia comporta mortalità e morbilità soprattutto ai gatti di età inferiore all'anno di età. Tra i sintomi si segnalano febbre, tosse, salivazione viscosa, cheratite ulcerosa, starnuti eccessivi e scoli nasali mucopurulenti.

## Sindrome da immunodeficienza virale felina o FIV
La FIV colpisce il sistema immunitario del gatto compromettendone l'efficiente funzionamento e rendendo quindi il gatto affetto più suscettibile a infezioni secondarie e neoplasie.
Il FIV è un virus che colpisce solo il gatto e che non contagia né gli esseri umani né gli altri animali, purché non siano felini.
I gatti affetti da FIV possono vivere una vita lunga, sana e relativamente normale, senza mostrare alcun sintomo di malattia, ma solo mostrando una maggiore suscettibilità a infezioni secondarie che necessitano solitamente di terapie più lunghe rispetto a quanto non avvenga in gatti FIV negativi. Pertanto i gatti FIV positivi dovrebbero vivere in casa, liberi da stress e seguiti con attenzione affinché ogni minima avvisaglia di malessere venga prontamente affrontata e correttamente gestita.

## Peritonite infettiva del gatto o FIP
La malattia è di origine virale, causata da un 'corona virus'. È altamente infettiva tra gatti e non contagiosa per l'uomo e altri animali domestici (tipo cani, criceti o altri). Colpisce popolazioni feline con analoghe caratteristiche cromosomiche ereditarie, per cui in una colonia non tutti i felini vengono colpiti, recettiva la tigre in cui è mortale.
Colpisce le sierose: pleure, pericardio, peritoneo. Per cui può colpire tutti gli organi interni agendo dall'esterno del loro rivestimento sieroso.
Può avere decorso molto rapido, anche solo 3 giorni, o sub acuto, con decine di giorni di convalescenza.
Sintomatologia: il gatto si mostra indebolito, fiacco, mangia sempre meno, esce meno e fa passeggiate sempre più corte.
Se la malattia colpisce i reni, come primo sintomo si osserva che l'animale fatica a trattenere la pipì e si trova a sporcare nelle varie stanze della casa dove rimane inavvertitamente chiuso anche se solo per tempi limitati. L'urina in questo caso è un po' appiccicosa (simile a quella di un gatto diabetico). In un secondo stadio immediatamente successivo questa urina può essere a volte mista a sangue.
Se colpisce il fegato, si può osservare che le gengive diventano gialle (invece che rosate) come se avesse l'ittero e in genere le parti rosate si decolorano e assumono tonalità giallastre.
Nel frattempo, il gatto si indebolisce sempre di più e sempre più velocemente, mangiano sempre meno fino a niente del tutto nella fase acuta e al contrario, bevendo molto e di frequente. La peritonite infettiva porta anche ad anemia, formazione di liquido nell'addome, per cui il gatto diventa sempre più scheletrico (gli si possono contare le vertebre), ma con l'addome enormemente gonfio e dopo poco muoiono
L'ascite o versamento addominale è spesso presente, ma può verificarsi anche un versamento toracico che porta a complicanze di natura respiratoria (ipoventilazione e dispnea conseguente). Il liquido raccolto per centesi (aspirazione tramite punzione della cavità interessata) presenta un elevato tasso proteico (oltre 4 g/dl) e risulta filamentoso. La causa dei versamenti va ricercata in una vasculite (infiammazione dei vasi) ad opera del coronavirus che provoca una aumentata permeabilità di vene, capillari e arteriole con conseguente stravaso di plasma. La terapia d'elezione è a base di Interferone felino, ma risulta solo un palliativo e l'animale muore o viene sottoposto ad eutanasia a causa dell'inevitabile emaciazione conseguente all'infezione primaria e alle complicanze batteriche secondarie.
Va però detto che la sola presenza del corona virus nell'organismo non ha nessun significato. La maggior parte dei gatti si libera del virus tramite le feci quindi, la presenza dello stesso al momento dell'eventuale test, non è rilevante ai fini della diagnosi della malattia. La Fip è causata da una mutazione del corona virus dovuta a cause sconosciute. Il corona virus può persistere nell'organismo anche per diversi anni, senza però tramutarsi mai in peritonite infettiva.

## Allergia nei gatti
Alcune malattie infettive devono essere differenziate dalla reazione allergica nei gatti. L’allergia, di solito, diventa evidente e si intensifica nel corso di un lungo periodo di tempo e può impiegare anni per svilupparsi. Alcune malattie allergiche e allergie nei gatti includono la dermatite atopica felina, la dermatite allergica da pulci, l’ipersensibilità dei gatti alle zanzare e l’allergia alimentare. Nel caso dell’atopia nei gatti, l’ipersensibilità agli allergeni è dovuta a una predisposizione genetica. Tuttavia, diverse allergie possono insorgere a causa di fattori ambientali. Gli allergeni ingeriti, inalati o trasportati nell’aria possono essere stagionali o non stagionali, similmente alle allergie umane. 
L’allergia alimentare rappresenta circa il 10% delle allergie sia nei cani che nei gatti. L’allergia alimentare viene spesso confusa con l’intolleranza alimentare, che può causare vomito e diarrea invece di problemi cutanei. L’allergia alimentare, specialmente legata a determinati proteine o ingredienti, si manifesta spesso con sintomi quali prurito cutaneo, prurito cronico e disturbi gastro-intestinali. Nella maggior parte dei casi, quando si manifesta un’allergia alimentare, riguarda gli alimenti che i gatti consumano più frequentemente. Gli allergeni alimentari comuni nei gatti includono manzo, latticini, pesce, uova e pollo. Conservanti e altri additivi a volte partecipano anche all’innesco della reazione allergica. Non esiste una razza o una fascia d’età specifica mirata dall’allergia alimentare; tuttavia, alcune razze sono più soggette all’allergia alimentare rispetto ad altre. Ad esempio, i siamesi e i meticci siamesi possono avere un rischio più elevato di allergia alimentare rispetto ad altre razze.